# Кудряшов, Дмитрий Александрович (боксёр)
Дми́трий Алекса́ндрович Кудряшо́в (род. 26 октября 1985, Волгодонск) — российский боксёр-профессионал, выступавший в первой тяжёлой весовой категории.
Среди профессионалов претендент на титул регулярного чемпиона мира по версии WBA (2017), чемпион по версиям WBC Silver (2016—2018), WBA International (2014—2016) и чемпион СНГ и Славянских стран по версии WBC CISBB (2012—2015) в 1-м тяжёлом весе.

## Биография
Дмитрий Кудряшов родился 26 октября 1985 года в городе Волгодонск, Ростовская область. Учился в общеобразовательной школе № 22, где с восьми лет состоял в секции каратэ, затем в возрасте тринадцати лет пришёл в спортклуб «Олимп-2» и под руководством тренера Николая Тимофеева стал активно заниматься боксом.

## Любительская карьера
Со временем быстро прогрессировал, неоднократно становился победителем на городских и областных соревнованиях. В течение четырёх лет боксировал в Ростове, выступал за клуб «Трудовые резервы», потом в 2008 году был призван в армию, проходил службу в городе Калач-на-Дону в 22 ОБрОН ВВ «Кобра». В январе 2011 года одержал победу на VII всероссийском турнире класса «А» по боксу «Кубок Спартака», за что был удостоен звания мастер спорта. Всего на любительском уровне провёл около 150 боёв, из них потерпел поражение лишь в 12-и.

## Профессиональная карьера
Летом того же года Кудряшов решил попробовать себя в профессиональном боксе, 30 июля в станице Кущёвская состоялся его дебютный бой против украинца Александра Охрея, которого он уверенно победил нокаутом в третьем раунде. Одержав ещё четыре безоговорочные победы, в октябре 2012 года в матче с узбеком Исроилом Курбановым выиграл вакантный пояс чемпиона СНГ и славянских стран по версии WBC. 
В октябре 2013 года нокаутировал известного барбадосского боксёра Шона Кокса.
В октябре 2014 года Кудряшов заключил промоутерский контракт с российской компанией «Мир бокса».

#### Бой с Хуаном Карлосом Гомесом
28 ноября 2014 года нокаутировал в 1-м раунде экс-чемпиона мира в 1-м тяжёлом весе кубинца Хуана Карлоса Гомеса и завоевал титул WBA International.

#### Бой с Франсиско Паласиосом
10 апреля 2015 года нокаутировал в 1-м раунде бывшего претендента на титул чемпиона мира в 1-м тяжёлом весе пуэрториканца Франсиско Паласиоса.

#### Бой с Оланреваджу Дуродолой
4 ноября 2015 года встретился с нигерийцем Оланреваджу Дуродолой в бою за вакантный титул WBC Silver в первом тяжёлом весе. До боя Кудряшов считался явным фаворитом у букмекеров. Дуродола активно начал бой, работал сериями, выбрасывая большое число ударов. В первом раунде Кудряшов потряс соперника левым хуком, но тот остался на ногах. Россиянин минимально (10-9) выиграл первый раунд. Во втором раунде Дуродола без остановки атаковал, сумев зажать россиянина у канатов. В конце концов рефери остановил бой, поскольку россиянин был потрясён и почти не отвечал на атаки соперника

### 2016
21 мая 2016 года встретился с 38-ми летним бразильцем Жулио Сезар дус Сантусом. Кудряшов доминировал в бою. Во втором раунде бразилец побывал в нокдауне после удара по корпусу. В четвёртом раунде Кудряшов апперкотом вновь отправил соперника на настил ринга. Сантус встал до окончания отсчёта, но его угол снял его с продолжения боя.
3 декабря 2016 года в бою за титул WBC Silver в первом тяжёлом весе нокаутировал в 1-м раунде бывшего претендента на титул чемпиона мира колумбийца Сантандера Сильгадо. После короткого размена джебами Кудряшов отправил соперника в нокдаун. Колумбиец поднялся, но через несколько секунд был нокаутирован тяжёлым левым боковым.

### Реванш с Оланреваджу Дуродолой
3 июня 2017 года повторно встретился с Оланреваджу Дуродолой. Ко второму бою россиянин вновь подошёл в статусе фаворита. Первые два раунда были почти равными, пройдя с переменным успехом, удачные эпизоды были у обоих боксёров. В третьем раунде Дуродола провёл несколько точных правых кроссов через руку россиянина, но в конце раунда Кудряшов потряс соперника мощным левым боковым, выбив его капу изо рта. Кудряшов попытался добить соперника, но раунд закончился. Во второй половине четвёртого раунда нигериец оказался в нокдауне после пропущенных ударов. Россиянин вновь попытался добить соперника, но тот выдержал прессинг и перешёл в контрнаступление. В пятом раунде Кудряшов вновь отправил соперника в нокдаун. Тот встал, но снова начал пропускать, и рефери остановил поединок.

### Участие в турнире WBSS
В 2017 году Дмитрий Кудряшов принял участие во Всемирной боксёрской супер серии. 8 июля в Монако был определён соперник Дмитрия для первого (четвертьфинального) боя в турнире. Им стал непобеждённый кубинский нокаутёр, обладатель титула регулярного чемпиона мира по версии WBA, Юниер Дортикос.
Бой состоялся 23 сентября в Техасе, США. Первый раунд не был богат событиями. Дортикос действовал с дистанции, Кудряшов обозначил намерение работать по корпусу соперника. Несколько силовых выпадов с обеих сторон не были успешными. С началом второго раунда Дортикос начал активно атаковать Кудряшова двойками, сумев прижать его к канатам. Дмитрий пытался контратаковать, но с малым успехом. Затем действие вновь переместилось в центр ринга, и Дортикос продолжил атаки, на которые иногда следовали медленные и предсказуемые ответы Кудряшова. Вскоре кубинец нанёс точный правый боковой, на который Дмитрий попытался ответить левым хуком, но промахнулся. Дортикос быстро воспользовался ошибкой соперника и нанёс точный правый прямой, после которого Кудряшов упал на настил. Он выглядел потрясённым и не смог нормально встать до окончания отсчёта. Рефери зафиксировал технический нокаут в пользу кубинца.

### Бой с Маурисио Барраганом
5 сентября 2018 года в Грозном состоялся бой с уругвайским джорнименом Маурисио Барраганом (17-4, 10 КО). Пять раундов прошли в спокойном темпе без опасных моментов. В 6-м раунде после пропущенного Барраган присел на колено и ему был отсчитан нокдаун. После возобновления почти сразу уругваец пропустил длинный правый и снова присел у канатов и отказался продолжать. ТКО 6.

### Бой с Александром Журом
Бой прошел в Кемерове через 10 дней после боя с Барраганом. Представитель Румынии Александр Жур (17-2, 7 КО) в первом раунде пропустил мощный правый в висок, попытался встать, но не успел до конца отсчета рефери

### Бой с Илунгой Макабу
16 июня 2019 года в бою за вакантный титул WBC Sliver встретился с известным конголезским панчером Илунгой Макабу, бывшим претендентом на титул чемпиона мира. Бой в целом проходил под контролем более техничного и быстрого африканца, хотя Кудряшов периодически доносил до цели опасные удары и потрясал соперника. Местами поединок принимал характер откровенного размена ударами. В конце второго раунда едва не случился обоюдный нокдаун: оба точно попали слева, после чего Кудряшов оказался в нокдауне, а Макабу с трудом удержался на ногах. Одновременно с гонгом Дмитрий пропустил аналогичный удар и от падения его спасли канаты. В третьем и четвертом раунде оба имели успешные эпизоды, но Кудряшов пропустил большое количество ударов и его лицо сильно кровоточило. В пятом раунде после серии безответных ударов Макабу рефери остановил бой, присудив конголезцу победу техническим нокаутом.

### Бой с Вацлавом Пейсаром
21 декабря 2019 года в Красноярске состоялся бой между Дмитрием Кудряшовым и чешским джорнименом Вацлавом Пейсаром (14-8, 12 KO). Инициативой в бою почти сразу завладел чех, который занял центр ринга, тогда как Кудряшов отступил к канатам, сосредоточившись на защите и нанесении одиночных ударов. Кудряшов выглядел тяжёлым на ногах и уступающим в скорости противнику, а его защита была малоэффективна. Пейсар выбрасывал гораздо больше ударов и регулярно пробивал точные правые через руку и апперкоты. В 4-м раунде россиянин встречным ударом справа отправил соперника в нокдаун, но развить успех не сумел. В последующих раундах Пейсар действовал осторожнее, но по-прежнему сохранял инициативу. Бой впервые в карьере Кудряшова прошёл всю дистанцию и завершился спорной победой россиянина раздельным решением судей со счётом 95-94, 92-97, 97-92.
Судейство вызвало резкую критику в СМИ и боксёрском сообществе России. Кудряшов признал, что не выиграл этот бой и заявил о намерении провести реванш. Впоследствии судьи, отдавшие победу Кудряшову, были дисквалифицированы на полтора года за неудовлетворительную работу. Тем не менее, результат боя не был аннулирован и остаётся в профессиональном рекорде обоих бойцов на BoxRec.

### Бой с Евгением Романовым
21 мая 2021 года в Химках (Московская область) в главном событии которого провел отборочный бой по линии WBC в весе бриджервейте (224 фунт / 101,6 кг) с Евгением Романовым. Поединок продлился все отведенные на него двенадцать раундов, на протяжении которых Романов был значительно активней и его коэффициент полезного действия был выше чем у Кудряшова. Так же Романов оказался более точным в ударах. Кудряшов шёл вперёд, искал возможности зацепиться, но оппонент лучше чувствовал дистанцию и умело встречал атаки джебом. В концовке Кудряшов активизировался, но так и не смог нанести решающий удар. Судьи единогласно отдали победу Романову со счетом 120—108 и 119—109 дважды. Также на кону был серебряный пояс WBC.

### Бой с Евгением Тищенко
11 сентября 2021 года в Екатеринбурге (Россия) встретился с олимпийским чемпионом Евгением Тищенко в отборочном поединке по линии WBC в лимите крузервейта (до 90,7 кг). Тищенко был быстрее на ногах, держал на джебе, итогом стал нокдаун в который Кудряшов попал в концовке первого раунда. Во втором раунде Кудряшов хорошо попал, Тищенко смог восстановиться. Следующие раунды Евгений контроллировал ход поединка, поставил Дмитрию гематому. В глаза бросалась значительная разница в скорости которая сделала бой односторонним. Единственный равный раунд - финальный можно отдать Дмитрию. Счёт судей: 99-90, 100-89 дважды в пользу фаворита.

### Бой с Вагабом Вагабовым
Вернулся летом 2022 года приняв участие в боксерском шоу промоушина Pravda Old School Boxing в лимите супертяжелого веса (свыше 90,7 кг) и нокаутировал в первом раунде бойца ММА, чемпиона AMC Fight Nights Вагаба Вагабова (3-0, 1 КО). Кудряшов сразу пошел вперед без разведки и быстро отправил соперника вначале в нокадун, а затем и в нокаут правым через руку.

### Бой с Сосланом Асбаровым
24 сентября 2022 года в Москве (Россия), в рамках турнира Hardcore Boxing, единогласным решением судей (счёт: 74-79, 72-80 — дважды) проиграл соотечественнику дагестанского происхождения Сослану Асбарову (1-0). В бою снова сказалась разница в скорости и мобильности при этом пропуская навстречу выпады Асбарова. В концовке Дмитрий вымахался и устал проиграв по очкам значительно более легкому сопернку. После боя объявил о завершении карьеры.

### Бой с Сэмом Шьюмейкером
27 апреля 2023 года во Владикавказе состоялся очередной турнир промоушена Pravda Boxing. Соперником - заменой выступил 38-летний Сэм Шьюмейкер – бывший участник боев на голых кулаках в Bare Knuckle FC. В боксе американец провел шесть боев: пять побед и одно поражение. Бой прошел не полный раунд, на второй минуте Кудряшов попал правой точно в челюсть соперника и рефери даже не стал отсчитывать американцу.

### Бой с Деандре Севейджем
2 марта 2024 года в городе Губкин (Белгородская область) устроили вечер профессионального бокса «Поколение». Организацией занималась известная промоутерская компания Камила Гаджиева AMC Fight Nights. Кудряшов выступил хедлайнером вечера и нокаутировал 33-летнего американца Деандре Севейджа в 6-м раунде. Результат не вошел в статистику boxrec.

### Участие в боях Бойцовский клуб РЕН ТВ

#### Бой с Даниэлем Робутти
27 апреля 2024 года в Москве в бою новой суперсерии «Бойцовского клуба РЕН ТВ» нокаутировал в конце 1-го раунда аргентинца Даниэля Робутти. Сопернику понадобилась помощь медиков по окончании боя.

#### Бой с Фернандо Родригесом
25 октября 2024 года, в Москве прошёл турнир суперсерии «Бойцовский клуб РЕН ТВ». Главным событием вечера стал поединок Кудряшова с бойцом ММА Фернандо Родригесом. Формат боя — шесть раундов по три минуты. Первые два раунда прошли в вязкой борьбе где бразилец часто лез в клинч. В начале 3-го раунда Кудряшов точно попадает левым боковым и посылает в нокдаун соперника. После отсчета рефери бой продолжился, но после правого плотного удара в голову бразилец оказался в нокауте.

#### Бой с Ренделлом Букером
25 апреля 2025 года в Самаре состоялся вечер профессионального бокса, в главном событии которого стал бой  Кудряшова против американского ветерана Райделла Букера (28-7-1, 15 КО). В первых раундах Кудряшов пытался акцентированно попасть в опытного ветерана, но потрясти не смог. Букер работал сполером, уходил от атак Кудряшова на ногах или применял клинч. В 6-м раунде Букер за 30 секунд до конца раунда и боя всё таки оказался в нокдауне. Взял колено после правого бокового, но после отсчёта смог достоять последние секунды. Все трое судей единогласно отдали победу Кудряшову UD6.
В таблице перечислены результаты всех поединков боксёров.
В каждой строке указан результат поединка. Дополнительно номер поединка обозначен цветом, который обозначает итог поединка. Расшифровка обозначений и цветов представлена в нижеследующей таблице.
| Пример | Расшифровка                     |
| ------ | ------------------------------- |
|        | Победа                          |
|        | Ничья                           |
|        | Поражение                       |
|        | Планируемый поединок            |
|        | Поединок признан несостоявшимся |
| КО     | Нокаут                          |
| ТКО    | Технический нокаут              |
| PTS    | Решение судей (по очкам)        |
| UD     | Единогласное решение судей      |
| MD     | Решение большинства судей       |
| SD     | Раздельное решение судей        |
| RTD    | Отказ от продолжения боя        |
| DQ     | Дисквалификация                 |
| NC     | Поединок признан несостоявшимся |

| 36 поединок, 30 побед (28 нокаутом), 6 поражений. | 36 поединок, 30 побед (28 нокаутом), 6 поражений. | 36 поединок, 30 побед (28 нокаутом), 6 поражений. | 36 поединок, 30 побед (28 нокаутом), 6 поражений.              | 36 поединок, 30 побед (28 нокаутом), 6 поражений. | 36 поединок, 30 побед (28 нокаутом), 6 поражений. |
| Бой                                               | Дата боя                                          | Соперник                                          | Место проведения боя                                           | Раундов, время                                    | Примечание |
| ------------------------------------------------- | ------------------------------------------------- | ------------------------------------------------- | -------------------------------------------------------------- | ------------------------------------------------- | --- |
| 30-6                                              | 25 апреля 2025                                    | Райделл Букер (28-9-1)                            | Самара, Россия                                                 | UD 10                                             | |
| 29-6                                              | 25 октября 2024                                   | Фернандо Родригес (5-1)                           | Арена Динамо, Москва, Россия                                   | КО 3 (6)                                          | |
| 28-6                                              | 26 апреля 2024                                    | Даниэль Леонардо Робутти (11-6)                   | Арена Динамо, Москва, Россия                                   | КО 1 (6)                                          | |
| 27-6                                              | 4 марта 2024                                      | Деандре Севейдж (4-0)                             | Арена Губкино, Белгород, Россия                                | ТКО 6 (6)                                         | Возвращение в бокс. |
| 26-6                                              | 27 апреля 2023                                    | Сэм Шьюмейкер (5-1)                               | ЦСКА Арена, Москва, Россия                                     | КО 1 (4)                                          | Рейтинговый бой. |
| 25-6                                              | 24 сентября 2022                                  | Сослан Асбаров (1-0)                              | ЦСКА Арена, Москва, Россия                                     | UD 8 (8)                                          | Счёт: 74-79, 72-80 (дважды). |
| 25-5                                              | 11 июня 2022                                      | Вагаб Вагабов (3-0)                               | ДГ Ирины Винер-Усмановой, Москва, Россия                       | КО 1 (6), 0:45                                    | Бой в рамках супертяжёлого веса. Полуфинал гран-при Pravda Old School Boxing. |
| 24-5                                              | 11 сентября 2021                                  | Евгений Тищенко (8-1)                             | Академия бокса RCC, Екатеринбург, Россия                       | UD 10 (10)                                        | Счёт: 90-99, 89-100 (дважды). Бой за вакантный титул чемпиона по версии WBC International в 1-м тяжёлом весе. |
| 24-4                                              | 21 мая 2021                                       | Евгений Романов (15-0)                            | БЦ «Химки», Химки, Московская область, Россия                  | UD 12 (12)                                        | Счёт: 108-120, 109-119 (дважды). |
| 24-3                                              | 21 декабря 2019                                   | Вацлав Пейсар (14-8)                              | ДС им. Ивана Ярыгина, Красноярск, Россия                       | SD 10 (10)                                        | Счёт судей: 95-94, 92-97, 97-92. Пейсар в нокдауне в 4-м раунде. |
| 23-3                                              | 16 июня 2019                                      | Илунга Макабу (24-2)                              | КРК «Арена Уралец», Екатеринбург, Свердловская область, Россия | TKO 5 (12), 2:36                                  | Бой за вакантный титул чемпиона по версии WBC Silver в 1-м тяжёлом весе. Кудряшов в нокдауне во 2-м раунде. |
| 23-2                                              | 15 сентября 2018                                  | Александру Жур (17-1)                             | «Кузбасс», Кемерово, Россия                                    | KO 1 (10), 2:31                                   | |
| 22-2                                              | 5 сентября 2018                                   | Мауриссио Барраган (17-4)                         | Амфитеатр, Грозный, Россия                                     | TKO 6 (10), 2:10                                  | |
| 21-2                                              | 23 сентября 2017                                  | Юниер Дортикос (21-0)                             | Alamodome, Сан-Антонио, Техас, США                             | TKO 2 (12), 2:10                                  | Бой за титул регулярного чемпиона мира по версии WBA в 1-м тяжёлом весе (1-я защита Дортикоса). Четвертьфинал первого сезона Всемирной боксёрской супер серии.                                                   |
| 21-1                                              | 3 июня 2017                                       | Оланреваджу Дуродола (25-3)                       | Дворец Спорта, Ростов-на-Дону, Россия                          | TKO 5 (12), 2:17                                  | Защита титула чемпиона по версии WBC Silver, и бой за статус обязательного претендента на бой с чемпионом мира по версии WBC в 1-м тяжёлом весе. Дуродола в нокдауне в 4-м и 5-м раундах, бой остановлен рефери. |
| 20-1                                              | 3 декабря 2016                                    | Сантандер Сильгадо (27-3)                         | Мегаспорт, Москва, Россия                                      | KO 1 (12), 1:34                                   | Завоевал вакантный титул чемпиона по версии WBC Silver в 1-м тяжёлом весе. |
| 19-1                                              | 21 мая 2016                                       | Жулио Сезар дус Сантус (30-5)                     | Мегаспорт, Москва, Россия                                      | ТКО 4 (10), 1:48                                  | Бой остановлен секундантами. |
| 18-1                                              | 4 ноября 2015                                     | Оланреваджу Дуродола (21-2)                       | Татнефть-Арена, Казань, Россия                                 | TKO 2 (12), 2:29                                  | Бой за вакантный титул чемпиона по версии WBC Silver в 1-м тяжёлом весе. |
| 18-0                                              | 22 мая 2015                                       | Викапита Мероро (27-4)                            | Лужники, Москва, Россия                                        | KO 6 (10), 1:54                                   | Мероро два раза в нокдауне в 6-м раунде. |
| 17-0                                              | 10 апреля 2015                                    | Франсиско Паласиос (23-2)                         | Лужники, Москва, Россия                                        | KO 1 (12)                                         | Титул WBA International (1-я защита Кудряшова). |
| 16-0                                              | 28 ноября 2014                                    | Хуан Карлос Гомес (55-3)                          | Лужники, Москва, Россия                                        | KO 1 (10)                                         | Титул WBA International (1-я защита Гомеса). |
| 15-0                                              | 18 октября 2014                                   | Джулиан Илие (20-7-2)                             | Express, Ростов-на-Дону, Россия                                | RTD 2 (10)                                        | |
| 14-0                                              | 23 мая 2014                                       | Ивица Бакурин (17-6-1)                            | СК «Баскет-Холл», Краснодар, Россия                            | KO 7 (12)                                         | Титул WBC CIS & SBB в 1-м тяжёлом весе (3-я защита Кудряшова). |
| 13-0                                              | 27 марта 2014                                     | Любош Суда (31-9-1)                               | РЦ «Wonderland», Новороссийск, Россия                          | TKO 2 (12)                                        | Титул WBC CIS & SBB в 1-м тяжёлом весе (2-я защита Кудряшова). |
| 12-0                                              | 30 ноября 2013                                    | Зак Мвекасса (14-3)                               | ДС «Триумф», Люберцы, Россия                                   | KO 1 (12)                                         | |
| 11-0                                              | 26 октября 2013                                   | Шон Кокс (17-3)                                   | Экспресс, Ростов-на-Дону, Россия                               | KO 2 (12)                                         | Вакантный титул чемпиона мира в 1-м тяжёлом весе по версии GBU. |
| 10-0                                              | 28 сентября 2013                                  | Руслан Семёнов (3-24-1)                           | Bentley Centre, Барвиха, Россия                                | KO 5 (6)                                          | |
| 9-0                                               | 25 мая 2013                                       | Принс Джордж Анконг (15-5-1)                      | Олимп, Волгодонск, Россия                                      | TKO 5 (12)                                        | Вакантный титул чемпиона мира в 1-м тяжёлом весе по версии UBO. |
| 8-0                                               | 30 марта 2013                                     | Леван Джомардашвили (29-8)                        | Галич-Холл, Краснодар, Россия                                  | TKO 3 (12)                                        | Титул WBC CIS & SBB в 1-м тяжёлом весе (1-я защита Кудряшова). |
| 7-0                                               | 16 февраля 2013                                   | Семён Пахомов (дебют)                             | ТРЦ «Москва», Каспийск, Россия                                 | KO 1 (8)                                          | В 1-м раунде Пахомов был в нокдауне. |
| 6-0                                               | 13 октября 2012                                   | Исроил Курбанов (7-7-1)                           | Галич-Холл, Краснодар, Россия                                  | TKO 5 (12)                                        | Вакантный титул WBC CIS & SBB в 1-м тяжёлом весе. |
| 5-0                                               | 1 мая 2012                                        | Алексей Варагушин (дебют)                         | Крылатское, Москва, Россия                                     | TKO 1 (6)                                         | |
| 4-0                                               | 16 марта 2012                                     | Овадия Мванги (4-5-1)                             | Цирк, Краснодар, Россия                                        | TKO 1 (8)                                         | |
| 3-0                                               | 19 ноября 2011                                    | Константин Охрей (18-29-3)                        | Express, Ростов-на-Дону, Россия                                | TKO 4 (6)                                         | Охрей был в нокдауне во 2-м и 3-м раундах. |
| 2-0                                               | 25 сентября 2011                                  | Вячеслав Щербаков (3-13-1)                        | Олимп, Краснодар, Россия                                       | RTD 1 (6)                                         | Щербаков дважды был в нокдауне в 1-м раунде. |
| 1-0                                               | 30 июля 2011                                      | Александр Охрей (дебют)                           | СЦ, ст. Кущёвская, Россия                                      | KO 3 (3)                                          | Охрей был в нокдауне в 1-м раунде. |
| Бой                                               | Дата боя                                          | Соперник                                          | Место проведения боя                                           | Раундов, время                                    | Примечание |

## Личная жизнь
Кудряшов выходит на ринг под песню «Кувалда», которую специально для него записал рэпер Dima Stereo. Помимо занятий боксом работает ведущим специалистом службы безопасности на Ростовской атомной электростанции. Женат, есть два сына и дочь..